# Рената Кучерова
Рената Кучерова (чеськ. Renata Kučerová; нар. 15 липня 1979) — колишня чеська тенісистка.
Найвищу одиночну позицію світового рейтингу — 177 місце досягла 31 січня 2000, парну — 284 місце — 4 березня 2002 року.
Здобула 2 одиночні та 5 парних титулів туру ITF.
Завершила кар'єру 2005 року.

## Фінали ITF (7–9)

### Одиночний розряд (2–2)
| Легенда          |
| ---------------- |
| турніри $100,000 |
| турніри $75,000  |
| турніри $50,000  |
| турніри $25,000  |
| турніри $10,000  |

| Фінали за покриттям |
| ------------------- |
| Тверде (1–0)        |
| Ґрунт (0–2)         |
| Трава (0–0)         |
| Килим (1–0)         |

| Результат | Ранг | Дата           | Турнір                    | Покриття   | Суперниця        | Рахунок       |
| --------- | ---- | -------------- | ------------------------- | ---------- | ---------------- | ------------- |
| Перемога  | 1.   | 8 лютого 1999  | Рогашка Слатина, Словенія | Килим (i)  | Радка Пеліканова | 7–6(7–0), 6–3 |
| Поразка   | 1.   | 10 липня 2000  | Дармштадт, Німеччина      | Ґрунт      | Міріам Шнітцер   | 4–6, 3–6      |
| Перемога  | 2.   | 11 грудня 2000 | Прага-Пругониці, Чехія    | Тверде (i) | Ельза Морель     | 4–1, 4–0, 4–1 |
| Поразка   | 2.   | 1 жовтня 2001  | Пльзень, Чехія            | Ґрунт      | Анжеліка Бахманн | 2–6, 6–3, 2–6 |

### Парний розряд (5–7)
| Легенда          |
| ---------------- |
| турніри $100,000 |
| турніри $75,000  |
| турніри $50,000  |
| турніри $25,000  |
| турніри $10,000  |

| Фінали за покриттям |
| ------------------- |
| Тверде (1–1)        |
| Ґрунт (3–5)         |
| Трава (0–0)         |
| Килим (1–1)         |

| Результат | Ранг | Дата              | Турнір                     | Покриття   | Партнерка           | Суперниці                            | Рахунок            |
| --------- | ---- | ----------------- | -------------------------- | ---------- | ------------------- | ------------------------------------ | ------------------ |
| Перемога  | 1.   | 14 липня 1997     | Торунь, Польща             | Ґрунт      | Мартина Суха        | Петра Рацлавська Ленка Захарова      | 6–3, 6–3           |
| Поразка   | 1.   | 1 вересня 1997    | Ольштин, Польща            | Ґрунт      | Домініка Ольшевська | Яна Ондроухова Алена Вашкова         | 2–6, 3–6           |
| Поразка   | 2.   | 28 вересня 1998   | Супетар, Хорватія          | Ґрунт      | Бланка Кумбарова    | Ольга Виметалкова Петра Рацлавська   | 1–6, 2–6           |
| Перемога  | 2.   | 30 листопада 1998 | Пршеров, Чехія             | Килим (i)  | Лібуше Прушова      | Ольга Виметалкова Ева Мартінцова     | 6–7(3–7), 6–1, 6–2 |
| Перемога  | 3.   | 18 січня 1999     | Бостад 1, Швеція           | Тверде (i) | Бланка Кумбарова    | Ганна-Катрі Аалто Кірсі Лампінен     | 6–4, 6–3           |
| Поразка   | 3.   | 11 червня 2001    | Градо, Італія              | Ґрунт      | Ева Мартінцова      | Єлена Костанич-Тошич Магда Міхалаке  | 7–5, 3–6, 5–7      |
| Поразка   | 4.   | 25 червня 2001    | Мон-де-Марсан, Франція     | Ґрунт      | Гана Шромова        | Анаушка ван Ексел Зузана Валекова    | 1–6, 1–6           |
| Перемога  | 4.   | 27 серпня 2001    | Бад-Заульгау, Німеччина    | Ґрунт      | Зузана Кучова       | Габріела Хмелінова Ленка Новотна     | w/o                |
| Поразка   | 5.   | 3 грудня 2001     | Прага-Пругониці, Чехія     | Килим (i)  | Зузана Гейдова      | Ольга Виметалкова Габріела Хмелінова | 2–6, 3–6           |
| Поразка   | 6.   | 11 лютого 2002    | Бергамо, Італія            | Тверде (i) | Зузана Гейдова      | Сільвія Дісдері Штефані Гайднер      | 5–7, 3–6           |
| Поразка   | 7.   | 3 червня 2002     | Докси (Чеська Липа), Чехія | Ґрунт      | Штефані Гайднер     | Ева Ербова Ленка Новотна             | 6–7(5–7), 0–6      |
| Перемога  | 5.   | 19 серпня 2002    | Валашке Мезиржичі, Чехія   | Ґрунт      | Габріела Хмелінова  | Мілена Неквапілова Гана Шромова      | 6–4, 6–1           |